# Johannes Styrenius
Johannes Erici Styrenius, född augusti 1668 i Linköpings församling, Östergötlands län, död 27 april 1733 i Flisby församling, Jönköpings län, var en svensk präst i Flisby församling.

## Biografi
Johannes Styrenius föddes augusti 1668 i Linköpings församling. Han var son till kyrkoherden Ericus Erici Styrenius och Christina Tibelia i Säby församling. Styrenius blev 1686 student vid Uppsala universitet och prästvigdes 1699. Han blev pastorsadjunkt i Säby församling och 1702 i Flisby församling. År 1703 blev Styrenius kyrkoherde i Flisby församling. Han var respondent vid prästmöteet 1713. Styrenius avled 27 april 1733 i Flisby församling.

### Familj
Styrenius gifte sig med Catharina Törning. Hon var dotter till kyrkoherden Johannes Törning i Västerviks församling.